# Province de Nicolás Suárez
La province de Nicolás Suárez est une des cinq provinces du département de Pando, en Bolivie. Son chef-lieu est la ville de Cobija.
La province porte le nom de Nicolás Suárez (1851-1940), fondateur d'un immense empire du caoutchouc à la fin du XIXe siècle dans la région.
Sa population s'élevait à 29 536 habitants au recensement de 2001.